# Liste von Brücken in Brunei
Die Liste von Brücken in Brunei listet fertiggestellte und geplante Brücken in Brunei mit einer Länge von mindestens 120 Metern  auf.
| Name                     | Ort(e)                                                                                         | Länge (in m) | Nutzung                      | Eröffnung | Foto                  | Anmerkung                                                  |
| ------------------------ | ---------------------------------------------------------------------------------------------- | ------------ | ---------------------------- | --------- | --------------------- | ---------------------------------------------------------- |
| Jambatan Sungai Kebun    | Bandar Seri Begawan 4° 52′ 36″ N, 114° 57′ 0″ O                                                | 622          | vierspurige Straße Fußgänger | 2017      | Jambatan Sungai Kebun | zweitlängste Schrägseilbrücke mit nur einem Pylon weltweit |
| Pulau-Muara-Besar-Brücke | Bandar Seri Begawan (5° 0′ 33″ N, 115° 3′ 47″ O) Pulau Muara Besar (5° 0′ 18″ N, 115° 5′ 8″ O) | 2.680        | vierspurige Straße           | 2018      | Pulau Muara Besar     | Verbindung zur Erdölraffinerie-Insel Pulau Muara Besar     |
| Temburong-Brücke         | Bandar Seri Begawan (4° 55′ 38″ N, 115° 0′ 50″ O) Temburong (4° 50′ 48″ N, 115° 6′ 46″ O)      | 14.500       | vierspurige Straße           | 2020      | Temburong             | überspannt die gesamte Brunei Bay                          |